# Марко Саволайнен
Марко Саволайнен (фін. Marko Savolainen, 13 лютого 1973, Оулу, Фінляндія) — професійний фінський бодібілдер, учасник таких відомих змагань як Ніч Чемпіонів і Ironman Pro Invitational.

## Біографія
Марко Саволайнен народився 13 лютого 1973 року в місті Оулу, Фінляндія. В підлітковому віці цікавився таеквондо, однак згодом у його життя прийшов бодібілдинг. Саме в підлітковому віці він виграв своє перше змагання з бодібілдингу — Фінські змагання юніорів з бодібілдингу.
Вже у 16 років він важив близько 120 кілограм і з легкістю робив вправи з 25 кілограмовою гантелею (на одну руку).
Як професіонал дебютував в 1997 році на Гран Прі Фінляндії де посів сьоме місце (найкращий результат в його кар'єрі). Згодом брав участь у змаганнях Ніч Чемпіонів і Ironman Pro Invitational, де посів 18 і 12 місця відповідно.
Випустив навчальне DVD під назвою Supermass-Return.
У 2007 році через ниркову недостатність Марко залишив бодібілдинг і почав займатися кікбоксингом. В листопаді 2008 року лікарі оголосили що знайшли донорську нирку. Після інциденту з нирковою недостатністю Саволаймен вирішив відновити заняття бодібілдингом однак вже без використання стероїдів.

## Антропологічні дані
- Зріст — 173 см
- Вага в міжсезоння — 127 кг
- Змагальна вага — 108 кг
- Біцепс — 61 см
- Плечі — 125 см

## Виступи
- Сан-Франциско Про — 8 місце (2001)
- Ironman Pro Invitational — 12 місце (2001)
- Гран Прі Фінляндія — 9 місце (1998)
- Ніч Чемпіонів — 18 місце (1998)
- Гран Прі Фінляндія — 7 місце (1997)